# Gymnanthes
Gymnanthes es un género de plantas con flores perteneciente a la familia Euphorbiaceae. El género tiene 45 especies que se distribuyen en las regiones pantropicales. Es originario del norte de Brasil y Venezuela.

## Descripción
Son árboles o arbustos, las ramitas con látex escaso, tricomas simples o ausentes; plantas monoicas o raramente dioicas. Hojas alternas, simples, glandulares; pecioladas, estipuladas. Inflorescencia terminal o axilar, generalmente bisexual, espiciforme o racemiforme, flores apétalas, disco reducido o ausente; cáliz estaminado reducido o rudimentario, estambres 2–5, libres o connados; flores pistiladas sésiles o pediceladas, sépalos 1–3, inconspicuos u obsoletos, ovario 3-locular, 1 óvulo por lóculo, estilos libres o basalmente connados, no ramificados. Fruto capsular; semillas carunculadas.

## Taxonomía
El género fue descrito por Peter Olof Swartz y publicado en Nova Genera et Species Plantarum seu Prodromus 6, 95. 1788.

## Especies
1. Gymnanthes actinostemoides - C + S México
2. Gymnanthes albicans - Cuba
3. Gymnanthes belizensis - Belice
4. Gymnanthes borneensis - Borneo, Malasia, Sumatra
5. Gymnanthes boticario - NE Brasil
6. Gymnanthes discolor - S Brasil, NE Argentina, Paraguay
7. Gymnanthes dressleri - Panamá
8. Gymnanthes elliptica - Jamaica
9. Gymnanthes farinosa - Guadalupe, Santa Lucía, Dominica
10. Gymnanthes gaudichaudii - Bahía, Río de Janeiro
11. Gymnanthes glabrata - Bahía, Río de Janeiro
12. Gymnanthes glandulosa - Cuba, Jamaica
13. Gymnanthes guyanensis - Rupununi
14. Gymnanthes hypoleuca - Lesser Antilles, S Venezuela, N Brasil
15. Gymnanthes inopinata - Camerún, Gabón, República del Congo, República Democrática del Congo, Zaire
16. Gymnanthes insolita - Nayarit
17. Gymnanthes integra - Jamaica
18. Gymnanthes leonardii-crispi - Zaire, Uganda
19. Gymnanthes longipes - México
20. Gymnanthes lucida - S Florida, Bahamas, Caribe, México, Centroamérica
21. Gymnanthes nervosa - Bolivia, Paraguay, Río de Janeiro
22. Gymnanthes pallens - Cuba, Hispaniola
23. Gymnanthes recurva - Cuba
24. Gymnanthes remota - N Sumatra
25. Gymnanthes riparia - México, América Central
26. Gymnanthes widgrenii - Minas Gerais